# NDSM
NDSM (Netherlands Shipbuilding and Dock Company – Holandsko brodogradilišno lučko preduzeće) je napušteno brodogradilište i pristanište u Amsterdamu koje se preuređuje u umetnički eksperimentalni prostor veličine 80.000m², saradnjom skvotera i gradskih vlasti.
Projekat NDSM je inicirala Eva de Klerk, portparolka Esnafa industrijskih objekata pored reke, asocijacije od 24 skvota i umetničke grupe u Amsterdamu. Zahvaljujući javnim akcijama i izdanju knjige Nadolazeća plima (The Turning Tide), koja redefiniše ulogu korisnika u prenameni lučkih objekata u severozapadnoj Evropi, gradska vlada Amsterdama je osnovala Fond za odgajanje prostora (Breeding Places Amsterdam project).

## Pozadina
U godini nakon iseljenja 12 poznatih amsterdamskih skvotova, 1999. je osnovana radna grupa sastavljena od pozorišnih trupa, umetnika i skejtera koji su tražili prostor gde će nastaviti svoje aktivnosti. Saznali su da je lokalna vlada na severu Amsterdama raspisala konkurs za preuređenje napuštenog brodogradilišta, a osnivanje fondacije je bio jedan od uslova da bi se mogao dobiti prostor i sredstva. Radna grupa je 2000. godine osnovala fondaciju nazvanu Kinetisch Noord i uz pomoć arhitekata i profesionalnih savetnika, napisala plan, koji je vlada prihvatila. 
Kinetisch Noord je kolektiv osnovan kao predlagač prenamene brodogradilišta kroz kulturno preduzetništvo. Iako je počeo kao kolektiv prijatelja i umetnika, sada je to službena neprofitna fondacija sa upravnim odborom sastavljenim od profesionalaca. Dobili su 10 miliona evra za obnavu starog pristaništa i za još deset građevinskih projekata. To se nekim članovima grupe nije svidelo pa su napustili projekat i vratili su se skvotiranju. Preostali umetnici su formirali nekoliko udruženja (za svaki graditeljski projekt po jedno), odgovornih za vlastite projekte i za selekciju kandidata za njihovu zgradu. 
Pionirska uloga projekta se ogleda u mnogim aspektima, a mnoge odrednice urbanističkog planiranja njime su redefinisane, poput javnog interesa, uloge vlade, uloge arhitekata, zakona i potkulture. Uradi sam kultura je razvila filozofiju grada kao ljuske, alternativu urbanističkom planiranju, koja dopušta razvoj urbanih područja odozdo. Cilj ove filozofije je razviti živi grad čiji stanovnici nisu više pasivni konzumenti već ravnopravni partneri u kontroli nad stanovanjem.

## Prostor
NDSM leži na obali reke, preko puta amsterdamske železničke stanice, a prostire se na više od 80.000 m². Spisak planova sadrži umjetničko selo s više od 100 ateljea i studija, izgrađenih i dizajniranih od strane samih umetnika u glavnom skladištu od 20.000 kvadrata, skejt park koji će urediti skejteri, zid za penjanje, nekoliko studija za muzičke probe, amatersko pozorište, profesionalno pozorište, studio za montažu zvuka, umetničke radionice, ulični teatar, prostor za međunarodni teatar i još mnogo toga. 

## Izgledi
Za umetnike uglavnom sa skvoterske scene, postoji stalna „opasnost“ endžioizazije, situacije da ih projekat proguta u smislu da moraju početi da se bave menadžmentom.
| „     | Već nas je zasigurno progutao. Osobito u ovoj fazi u kojoj smo sada, proces same gradnje, izvršni planovi i operacije koje se izvode… Potreban nam je užasno jak menadžment da bismo ovo izgurali do kraja. Nemamo spremne odgovore na sva pitanja i verujemo u promene. Grad nije završena celina, on se konstantno menja, a tako i mi. | ” |
| — Eva | |   |

Ovaj projekat se može opisati kao umetnost i skvotiranje pod uticajem vlasti. Zbogo toga se vode rasprave među skvoterima gube li oni svoju subverzivnu funkciju i uopšte o potrebi za subverzivnošću u Amsterdamu.

## Spoljašnje veze
- NDSM, Amsterdam
- From squatter to cultural entrepreneur